# 安达曼海

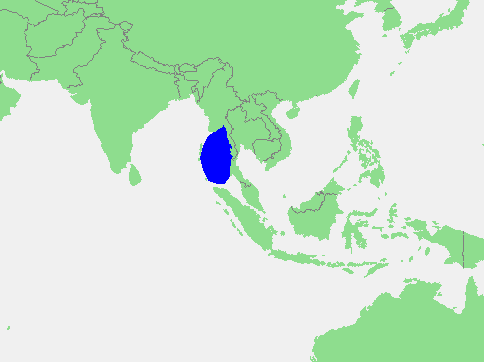
安達曼海的範圍

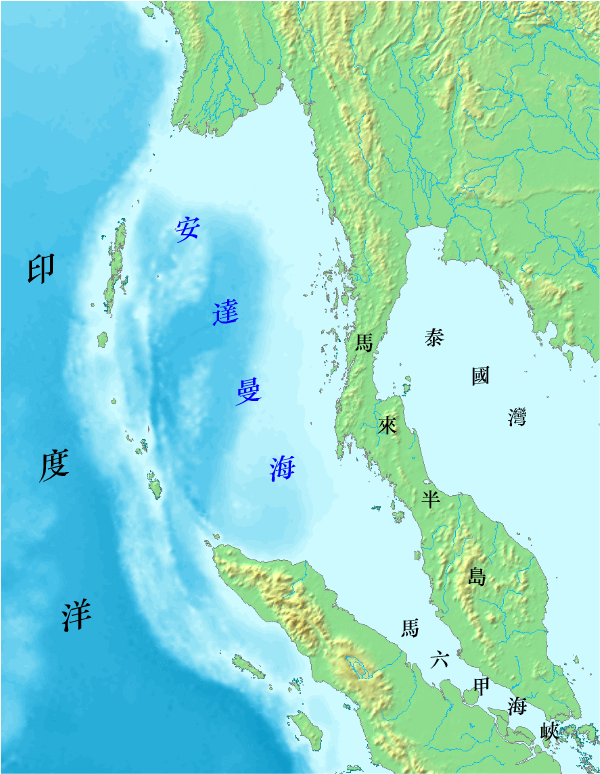

安達曼海（Andaman Sea，國際音標：[tʰa.leː ʔan.daː.man]），又名緬甸海（Burma Sea，國際音標：[mjəmà pìɴlɛ̀]），是一個孟加拉灣東南部的水體，位於印度洋東北，南北長約1100公里，東西寬約600公里，面積約798,000平方（308,100平方英里）。安達曼海的西面是印度的安達曼群島，東面是馬來半島，北依泰國和緬甸伊洛瓦底江三角洲，東南面與著名的麻六甲海峽相連，是南中国海與印度洋間的重要水道。
安達曼海各處水深差距極大，但是只有不到5%的海域水深超過10,000英尺（3,048），最深處在靠近安達曼群島的一系列海底深谷，水深超過14,500英尺（4,420）。表面水溫冬季為27.5攝氏度，夏季為30攝氏度，波動很小。
在安達曼海海底沿南北走向有一道地震斷層，在其西邊是緬甸板塊，東邊是巽他板塊。當地的許多島嶼是火山島，不過目前只有一座島上還有火山活動。
安達曼海傳統上是沿岸各國漁業及貨物運輸的交通要道，海域內的珊瑚礁與島嶼也是熱門的旅遊地點。2004年12月26日發生的印度洋大地震引起的嚴重海嘯，對當地的漁業及旅遊業的基礎建設造成嚴重破壞。